# 十河存之
十河 存之（そごう まさゆき、天文15年〈1546年〉 - 天正14年12月12日〈1587年1月20日〉）は、安土桃山時代の武将。三好氏一門で、十河一存の庶子。三好隼人佐と称したという。なお、近年の研究では存之の存在は認められていない。

## 生涯
十河一存の庶子として生まれ、家臣・十河壱岐守の養子になったとされる。
一存の跡を継いだ甥の十河存保は、織田信長や羽柴秀吉に属して土佐の長宗我部元親と戦ったが、存保が不在の際、本拠である讃岐十河城の守備を存保の一族の隼人佐が任されていた。存之はこの隼人佐の名を名乗ったことになる。天正12年（1584年）、長宗我部勢に包囲された十河城は城代の隼人佐の申し出により開城し、城兵は備前国へと逃れた。
天正13年（1585年）8月に長宗我部元親が羽柴秀吉に降伏すると、十河存保は讃岐に3万石、または2万石を与えられる。天正14年（1586年）9月、存保は仙石秀久率いる羽柴軍に加わって豊後へ侵攻。同年12月12日、存之は存保と共に戸次川の戦いで討死したという。享年41。